# Tat'jana Dmitrievna Kuznecova
Tat'jana Dmitrievna Kuznecova (in russo Татьяна Дмитриевна Кузнецова?, traslitterato anche come Tatyana Kuznetsova; Mosca, 14 luglio 1941 – 28 agosto 2018) è stata una cosmonauta e ingegnere russa.
Ha fatto parte del gruppo di cinque donne selezionate come cosmonaute per andare in orbita con la missione Vostok 6, tra le quali alla fine venne scelta per il volo Valentina Tereškova.

## Biografia

### Primi anni
Tat'jana Kuznecova nacque il 14 luglio 1941 a Mosca. Si diplomò alla scuola superiore nel 1958 e l'anno seguente seguì alcuni corsi di dattilografia e stenografia. Iniziò quindi a lavorare come stenografa presso l'istituto di ricerca n. 5 del Ministero dell'industria elettronica, e nel 1961 venne promossa ad assistente di laboratorio nello stesso istituto.
Esperta paracadutista, nel 1961 divenne campionessa di paracadutismo della città di Mosca e alla fine dello stesso anno entrò a fare parte della squadra nazionale di paracadutismo dell'Unione Sovietica.

### Il gruppo di cinque cosmonaute
Nel 1961, pochi mesi dopo il volo di Jurij Gagarin, Nikolaj Petrovič Kamanin, il responsabile dell'addestramento dei cosmonauti, avanzò l'idea di una squadra femminile di cosmonaute. Grazie al supporto dell'ingegnere Sergej Pavlovič Korolëv, capo progettista del programma spaziale, il Comitato Centrale del Partito Comunista approvò l'idea di addestrare 60 nuovi cosmonauti, tra cui una squadra di cinque donne.
Oltre 800 donne si candidarono per il posto e cinquantotto vennero prese in considerazione. Dopo una ulteriore selezione 23 candidate vennero selezionate per una approfondita valutazione medica.

La candidata ideale doveva avere meno di 30 anni, essere alta meno di 1,67 m e pesare meno di 70 kg. Inoltre doveva essere in grado di utilizzare un paracadute. Infatti le capsule di rientro del programma Vostok non erano state progettate per ritornare a terra, ma i cosmonauti dovevano essere eiettati in quota e scendere a terra con l'ausilio di un paracadute. Al momento del suo ingresso nel programma spaziale Kuznecova aveva all'attivo oltre 250 lanci con il paracadute.
Al termine del processo di selezione le cinque cosmonaute scelte per partecipare al programma furono Tat'jana Dmitrievna Kuznecova, Valentina Leonidovna Ponomarëva, Irina Bajanovna Solov'ëva, Valentina Tereškova e Žanna Dmitrievna Ërkina. Kuznecova aveva solo venti anni ed era la persona più giovane ad essere stata ammessa al programma di addestramento per cosmonauti. All'inizio del programma di addestramento tutte e cinque entrarono a fare parte dell'Aeronautica militare.
Inizialmente Kuznecova avrebbe dovuto essere la seconda riserva di Valentina Tereškova, con Irina Solov'ëva come prima riserva. Verso la fine dell'addestramento però dimostrò alcune difficoltà a sopportare la tensione psicologica e le dure prove fisiche, tanto che non sostenne l'esame finale e il suo posto come riserva venne preso da Valentina Ponomarëva.

### Dopo la missione Vostok 6
Tra il 1964 e il 1969 studiò presso l'Accademia di ingegneria aeronautica militare "N. E. Žukovskij", ottenendo al termine del corso la qualifica di pilota cosmonauta ingegnere.
Nel 1965 si allenò come pilota della squadra di riserva per una missione del programma Voschod, durante la quale avrebbe dovuto passare tra i 10 e i 15 giorni nello spazio insieme a Žanna Ërkina ed eseguire una passeggiata nello spazio, ma la missione venne annullata a causa della chiusura del programma.
Nel 1969 si ritirò dal programma spaziale in seguito allo scioglimento del gruppo femminile di cosmonaute, ma continuò a lavorare nel laboratorio di geofisica del centro di addestramento dei cosmonauti. In seguito lavorò come ingegnere dell'aeronautica militare, dalla quale si ritirò dal servizio attivo nel 1991 con il grado di colonnello.
Ha sposato l'ingegnere e candidato cosmonauta Lado Picchelauri, dal quale nel 1971 ha avuto un figlio.
 
È morta il 28 agosto 2018.